# Цецкеа (Бихор)
Цецкеа (рум. Țețchea) насеље је у Румунији у округу Бихор у општини Цецкеа. Oпштина се налази на надморској висини од 211 m.

## Становништво
Према подацима из 2011. године у насељу је живело 794 становника.